# Euripersia herbacea
Euripersia herbacea är en insektsart som beskrevs av Danzig 1971. Euripersia herbacea ingår i släktet Euripersia och familjen ullsköldlöss. Inga underarter finns listade i Catalogue of Life.